# Lake Annette
Lake Annette – miasto w Stanach Zjednoczonych, w stanie Missouri, w hrabstwie Cass.